# Марк Емилий Лепид (консул 232 пр.н.е.)
Вижте пояснителната страница за други личности с името Марк Емилий Лепид.
Марк Емилий Лепид (на латински: Marcus Aemilius Lepidus) e политик на Римската република от 3 век пр.н.е.
През 232 пр.н.е. Лепид е избран за консул заедно с Марк Публиций Малеол. През 221 пр.н.е. той е суфектконсул и авгур. Лепид умира през 216 пр.н.е. и в негова чест се дават гладиаторски игри (munera).
Има трима сина Луций, Квинт и Марк.